# Tzomoltón
Tzomoltón är en ort i Mexiko.   Den ligger i kommunen Chenalhó och delstaten Chiapas, i den sydöstra delen av landet, 700 km öster om huvudstaden Mexico City. Tzomoltón ligger 1 323 meter över havet och antalet invånare är 242.
Terrängen runt Tzomoltón är kuperad söderut, men norrut är den bergig. Runt Tzomoltón är det ganska tätbefolkat, med 134 invånare per kvadratkilometer. Närmaste större samhälle är Pantelhó, 16,2 km öster om Tzomoltón. Omgivningarna runt Tzomoltón är en mosaik av jordbruksmark och naturlig växtlighet.